# Seal (Kent)
Seal – wieś w Anglii, w hrabstwie Kent, w dystrykcie Sevenoaks. Leży 22 km na zachód od miasta Maidstone i 35 km na południowy wschód od centrum Londynu. W 2001 miejscowość liczyła 2491 mieszkańców.